# Жорнівка (Фастівський район)
Жо́рнівка — село Боярської міської громади Фастівського району Київської області. Населення становить 576 осіб.

## Історія
Форпост Київського князівства Жернов входив в оборонне коло городця Плесков (нині село Плесецьке).

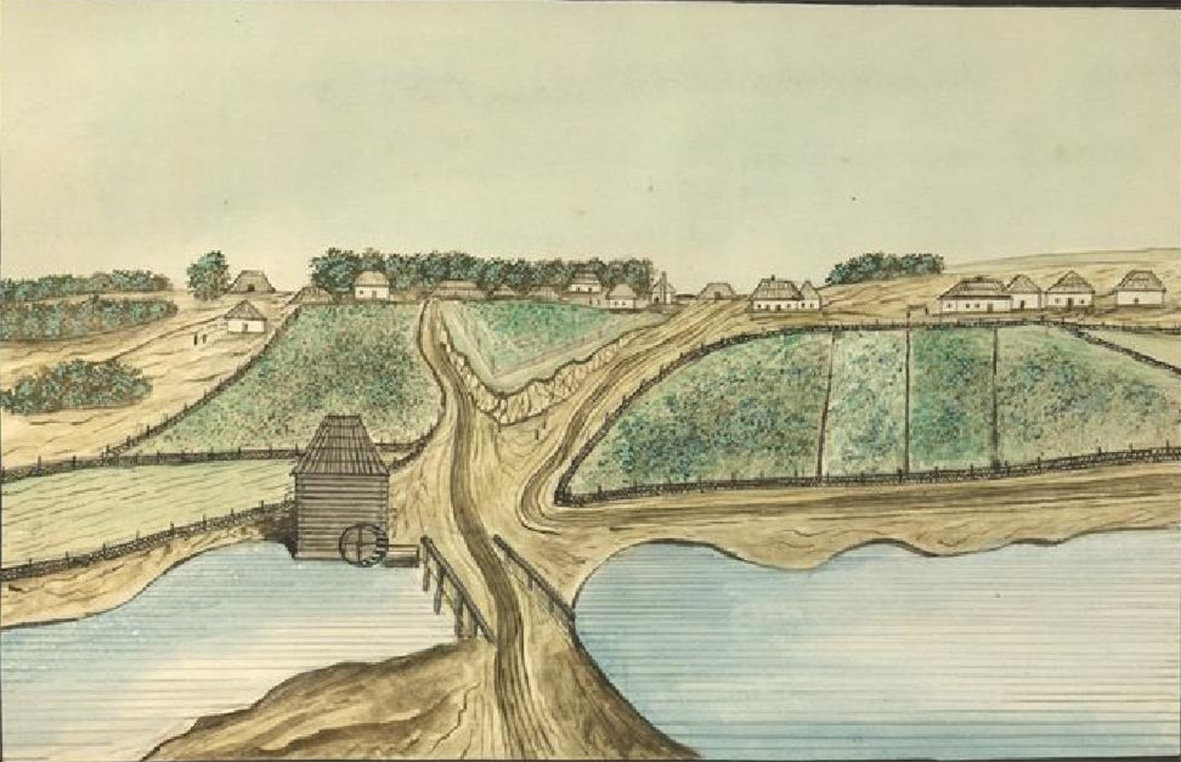
Де ля Фліз. Жорнівка (1854)

За народними переказами, Жорнівка виникла біля млина, збудованого монахом у сосновому лісі на річечці, що й нині маленьким струмочком протікає через село і впадає у річку Ірпінь.
Історія сучасної Жорнівки розпочалась на зламі XVII—XVIII століття, коли тут нарешті на століття встановився державний кордон між Польсько-Литовською і Російською державами після мирного договору 1686 року. На російському березі були збудовані малі укріплення — редути. Через річку Ірпінь існувала переправа до закордонного «польського» села Княжичі, яку охороняла варта.
У 1709 році на прохання Захарії — єпископа Переяславського та ігумена Києво-Печерського Золотоверхого монастиря гетьман Іван Скоропадський своїм універсалом підтвердив, що ці землі і ліси на правому березі Ірпеня належали Онуфріївському скиту (нині це філіал Золотоверхого монастиря у селі Скиток). У цьому універсалі згадуються урочище Кладова і біля нього місце, де колись був Печерський монастир (нині це на межі Дзвінківського лісу і поля, що виходять піщано-глеїстим крутим високим берегом (обрив над річкою Ірпінь).

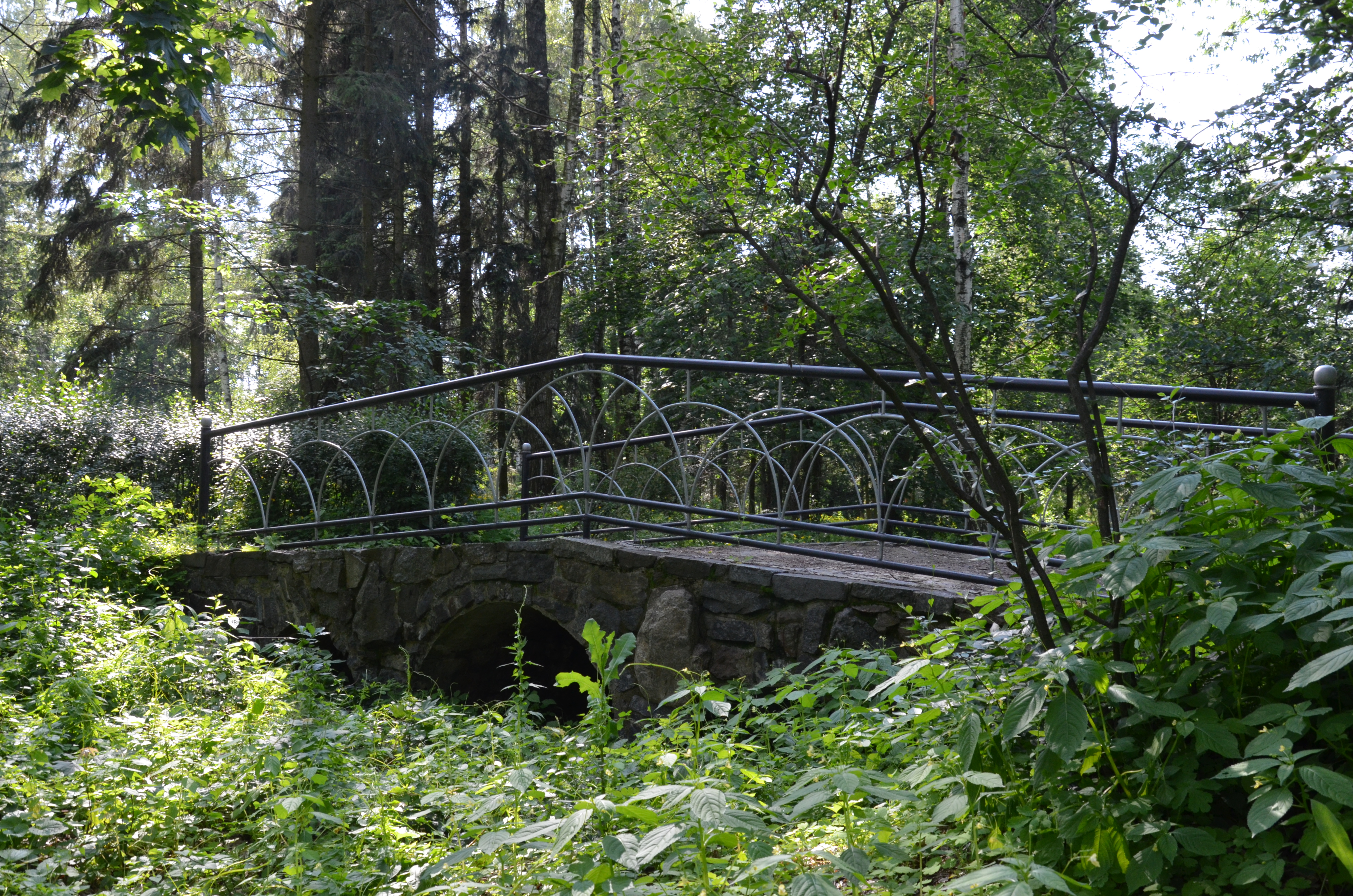
Парк-пам'ятка садово-паркового мистецтва «Жорнівський»

У 1786 році указом російської імператриці Катерини ІІ проводилася секуляризація церковних і монастирських маєтків у Гетьманській Україні. Пізніше всі вони були передані у державну власність. Село Жорнівка із власності Михайлівського Золотоверхого монастиря потрапило у казенне володіння — стало казенним (село без церкви). За ревізією 1850 року село Жорнівка входило до Білогородської казенної волості Київського повіту. Тут налічувалося 4 об'єднаних господарства-двори казенних селян таких селянських родин: Коваленків, Мариненків, Стеценків, Дудків, Гапченків, Ткаченків, Бондаренків, Бортників, Михайленків, Соколенків, Бортниченків, Майбородів, Чередниченків, Музиченків, Козленків, Тиндиків, Біленків, Комаренків, Савченків, Куташенків, Короленків, Кучменків, Петренків, Степенків, Гайдаєнків, Черних, Халаїменків, Бовенків, Колісниченків.

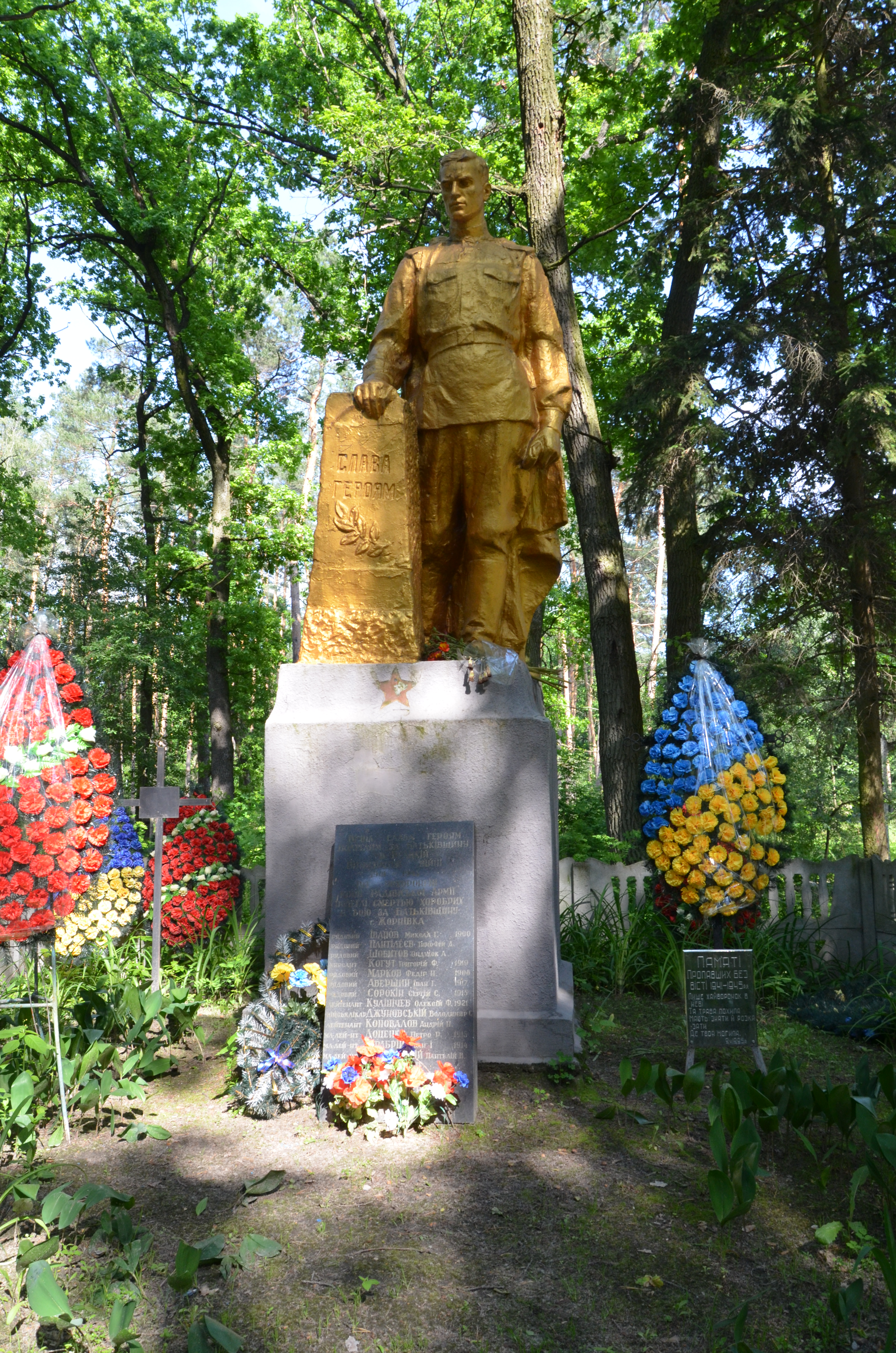
Братська могила солдат Червоної армії, які загинули в роки Другої світової війни

У 60-ті роки 19-го століття у часи реформ імператора Олександра ІІ казенні місцеві селяни отримали однакові права з усім іншим селянством імперії і, після поділу землі села Жорнівка між селянськими родинами з правом наступного викупу, перетворилися у дрібних власників землі.
Великий краєзнавець Київщини Лаврентій Похилевич (1816—1893 роки) у 1864 році згадував, що за 7 верств від скита над річкою Ірпінь знаходилося урочище Кладове, у якому за переказами був древній Печерський монастир. Про це свідчили залишки мурованої церкви у вигляді розкиданих уламків цегли і сухого вапна та печера із заглибленнями, у яких нібито то були храмові пристоли.
У 80-90-х роках XIX століття, коли почало з'являтися заможних дачників із Києва, тут у Жорнівці купив землю і збудував дачу відомий учений-правознавець професор Імператорського університету Святого Володимира у Києві Олександр Романович-Славатинський (1832—1910 роки).

## 2010-і роки

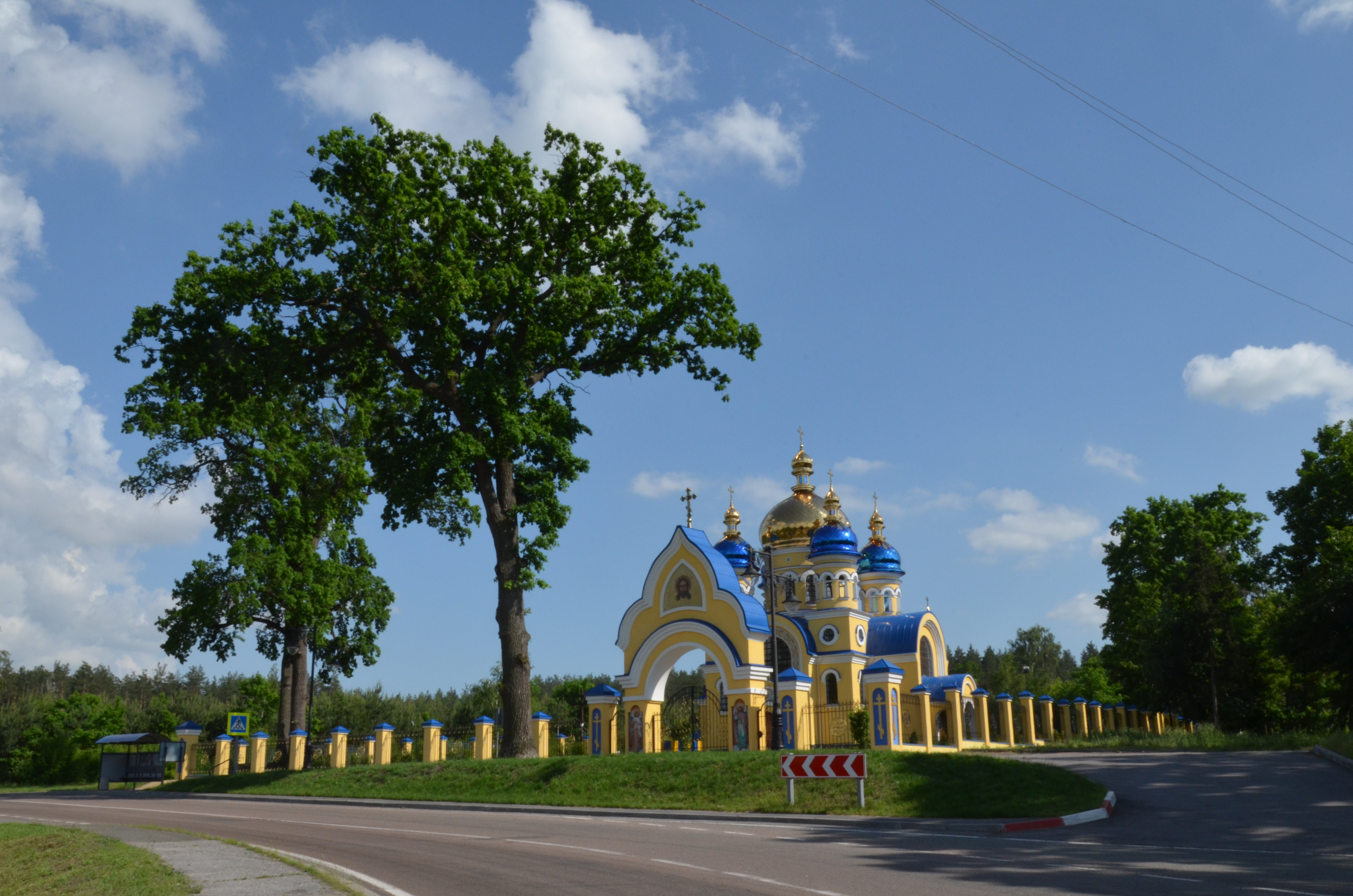
Храм на честь Воздвиження Чесного і Животворчого Хреста Господнього, Жорнівка

28 вересня 2014 року Святійший Патріарх Київський і всієї Руси-України Філарет у селі Жорнівка освятив новозбудований храм на честь Воздвиження Чесного і Животворчого Хреста Господнього.

## Природні особливості

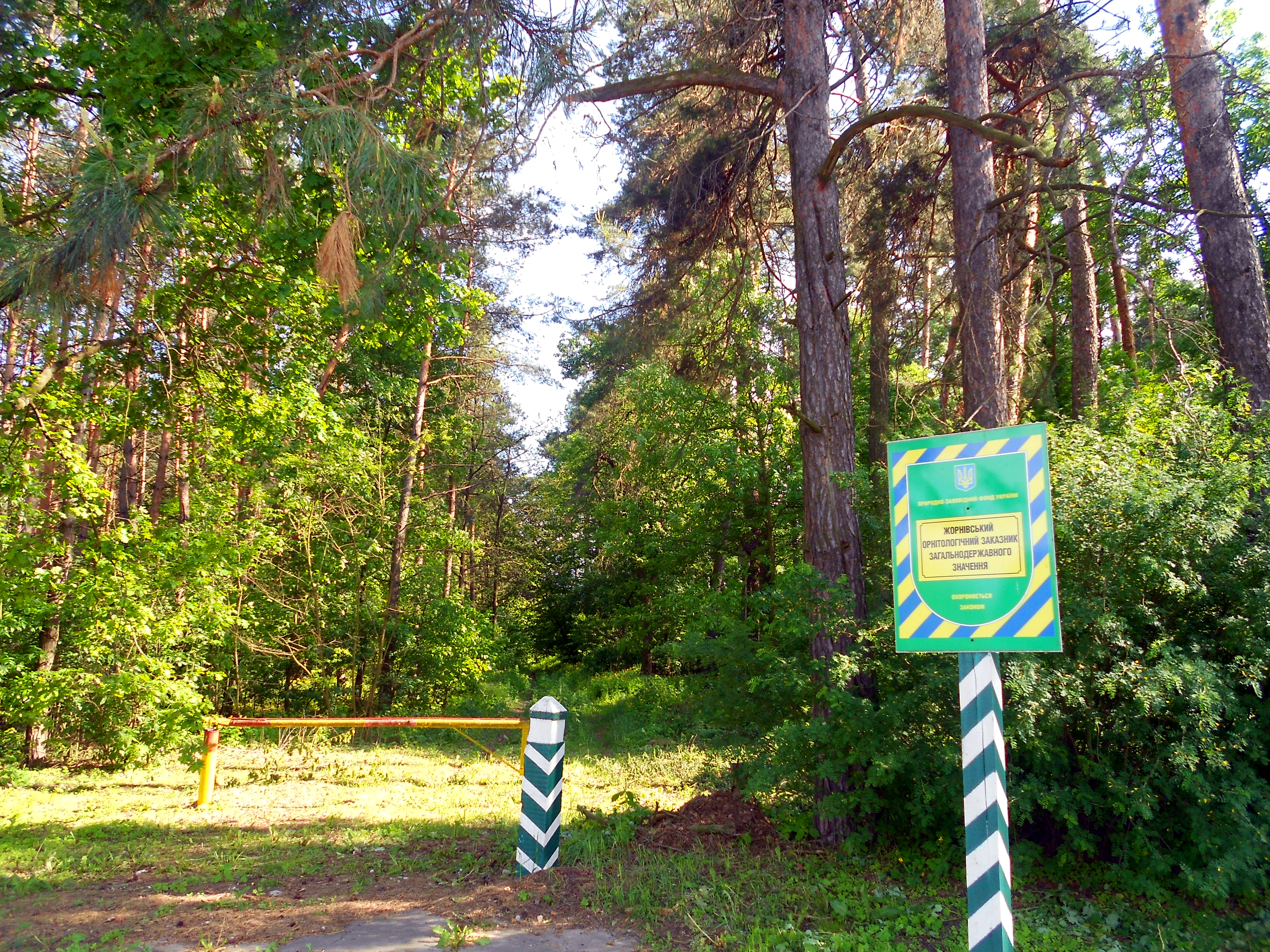
Жорнівський заказник

Серед орнітологічних заказників України виділяється Жорнівський, який має статус державного з 1974 р. Тут об'єктом охорони є лісовий масив з унікальною колонією сірих чапель. У видовому складі лісу переважають високопродуктивні соснові насадження з домішкою дуба, вільхи чорної, берези бородавчастої. Видовий склад трав'яного покриву та тваринний світ є традиційним.

## Відомі люди
- В селі жив із сім'єю, творив, працював Васільцов Віталій Валерійович (1977—2014) — активіст Євромайдану, Герой України.
- В селі народилася Музиченко Тетяна Іванівна (нар. 1962) — українська майстриня художньої кераміки, педагог.